# Leigrijze solitaire
De leigrijze solitaire (Myadestes unicolor) is een zangvogel uit de familie Turdidae (lijsters).

## Verspreiding en leefgebied
Deze soort telt 2 ondersoorten:
- M. u. unicolor: zuidelijk Mexico, Guatemala en noordelijk Honduras.
- M. u. pallens: oostelijk Honduras en Nicaragua.